# 萨克滕野生动物保护区
萨克滕野生动物保护区（英語：Sakteng Wildlife Sanctuary）是位於不丹的一個野生动物保护区，萨克滕野生动物保护区基本上位於不丹塔希冈宗，只有一小部分位於萨姆德鲁琼卡尔宗。

## 植物群和动物群

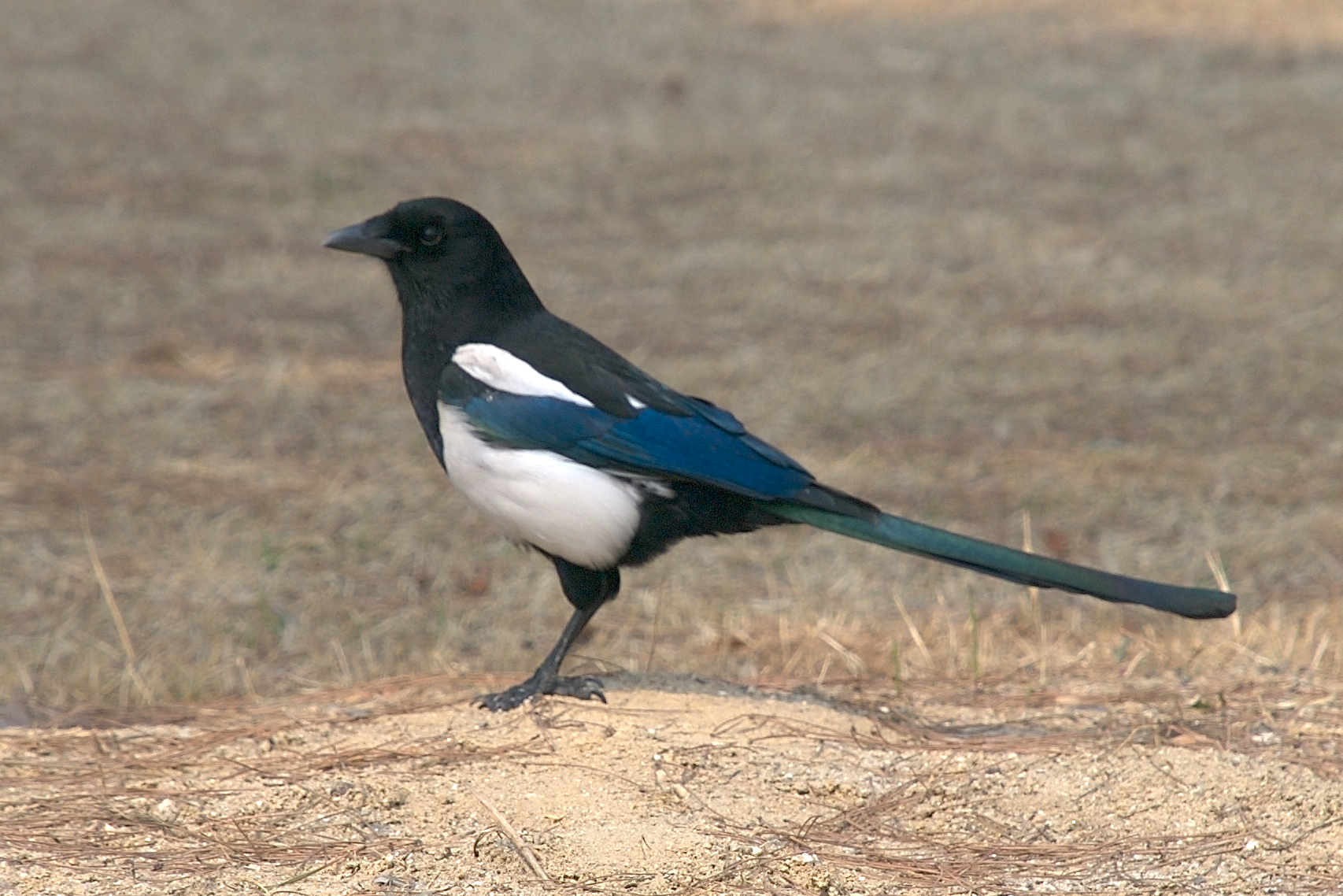
青藏喜鹊

萨克滕野生动物保护区是东喜马拉雅亚高山针叶林的一部分，保護區內有一些特有種動植物，例如乔松和青藏喜鹊。
萨克滕野生动物保护区的成立原因之一是为了保护migoi，这是一种类似雪人的神秘生物，其存在尚未得到科学证实，但当地居民坚信migoi在保护区的北部出没過。

## 领土争端
2020年6月，中華人民共和国政府声称萨克滕野生动物保护区是中国和不丹之间有争议的领土一部分。不丹否认中国过去曾对保护区提出过領土主张。2020年7月，印度边境道路建设局修建连接不丹东部至达旺镇西部的幾條道路，其中一條道路就穿越萨克滕野生动物保护区。